# Dolichoderus monoceros
Dolichoderus monoceros é uma espécie de formiga do gênero Dolichoderus.